# Jordi (álbum)
JORDI  es el séptimo álbum de estudio de la banda estadounidense Maroon 5. Se lanzó el 11 de junio de 2021, a través de 222, Interscope y Polydor Records. El álbum lleva el título del difunto mánager de la banda, Jordan Feldstein, a quien el líder de la banda, Adam Levine, se refirió como "Jordi". El álbum es el primero que no presenta al bajista Mickey Madden, tras su retiro definitivo de la banda en 2020 por denuncia de violencia doméstica.

## Antecedentes
En diciembre de 2017, el mánager de la banda y amigo de la infancia de Levine, Jordan Feldstein, murió de un ataque cardíaco a los 40 años. Dos años después, la banda le dedicó la canción «Memories». La canción se convirtió en un éxito mundial. El 3 de marzo, la banda anunció que terminaron de grabar el álbum. El proyecto fue anunciado y puesto en preventa el 29 de abril de 2021.

## Sencillos
El álbum ha producido dos sencillos anticipadamente. El primer sencillo principal, "Nobody's Love", fue lanzado el 24 de julio de 2020. La canción se inspiró en la pandemia de COVID-19 y las protestas de George Floyd. La canción alcanzó el puesto 41 y 119 en el Billboard Hot 100 y el Billboard Global 200 en Estados Unidos, respectivamente. El segundo sencillo, "Beautiful Mistakes" con la colaboración de la rapera estadounidense Megan Thee Stallion, fue lanzado el 3 de marzo de 2021, con un video con letra lanzado el mismo día. El video musical oficial fue lanzado el 12 de marzo de 2021 y fue dirigido por Sophie Muller. La canción alcanzó el puesto 18 y 26 en el Billboard Hot 100 y Global 200, respectivamente.

## Lista de canciones
| Jordi – standard edition |                                                |                          |          |  |
| N.º                      | Título                                         | Producer(s)              | Duración |  |
| 1.                       | «Beautiful Mistakes» (con Megan Thee Stallion) | Goldstein                | 3:47     |  |
| 2.                       | «Lost»                                         | Jon Bellion              | 2:52     |  |
| 3.                       | «Echo» (con Blackbear)                         | Cirkut                   | 2:58     |  |
| 4.                       | «Lovesick»                                     | Goldstein                | 3:05     |  |
| 5.                       | «Remedy» (con Stevie Nicks)                    | Boi-1da                  | 2:29     |  |
| 6.                       | «Seasons»                                      | Keegan Bach              | 2:48     |  |
| 7.                       | «One Light» (con Bantu)                        | Cirkut                   | 3:34     |  |
| 8.                       | «Convince Me Otherwise» (con H.E.R.)           | Cirkut                   | 3:07     |  |
| 9.                       | «Nobody's Love»                                | The Monsters & Strangerz | 3:31     |  |
| 10.                      | «Can't Leave You Alone» (con Juice WRLD)       | Louis Bell               | 3:16     |  |
| 11.                      | «Memories»                                     | Levine                   | 3:09     |  |
| 12.                      | «Memories» (remix, con Nipsey Hussle y YG)     | Levine                   | 3:09     |  |

Edición de lujo
| Jordi – deluxe edition bonus tracks |                                            |              |          |  |
| N.º                                 | Título                                     | Producer(s)  | Duración |  |
| 13.                                 | «Button» (con Anuel AA y Tainy)            | Tainy        | 2:44     |  |
| 14.                                 | «Lifestyle» (Jason Derulo con Adam Levine) | Rice N' Peas | 2:33     |  |